# Grisy-sur-Seine
Grisy-sur-Seine ist eine französische Gemeinde mit 115 Einwohnern (Stand 1. Januar 2022) im Département Seine-et-Marne in der Region Île-de-France. Sie gehört zum Arrondissement Provins und zum Kanton Provins.
Die Einwohner nennen sich Grisons.

## Geschichte
Grisy-sur-Seine wird im 11. Jahrhundert erstmals urkundlich überliefert. Im 13. Jahrhundert wird der Ort mit einer eigenen Pfarrei genannt. Die Grundherrschaft in Grisy-sur-Seine teilten sich mehrere Adelsfamilien.

### Bevölkerungsentwicklung
| Jahr      | 1962 | 1968 | 1975 | 1982 | 1990 | 1999 | 2007 |
| Einwohner | 180  | 209  | 157  | 162  | 137  | 102  | 103  |

## Sehenswürdigkeiten

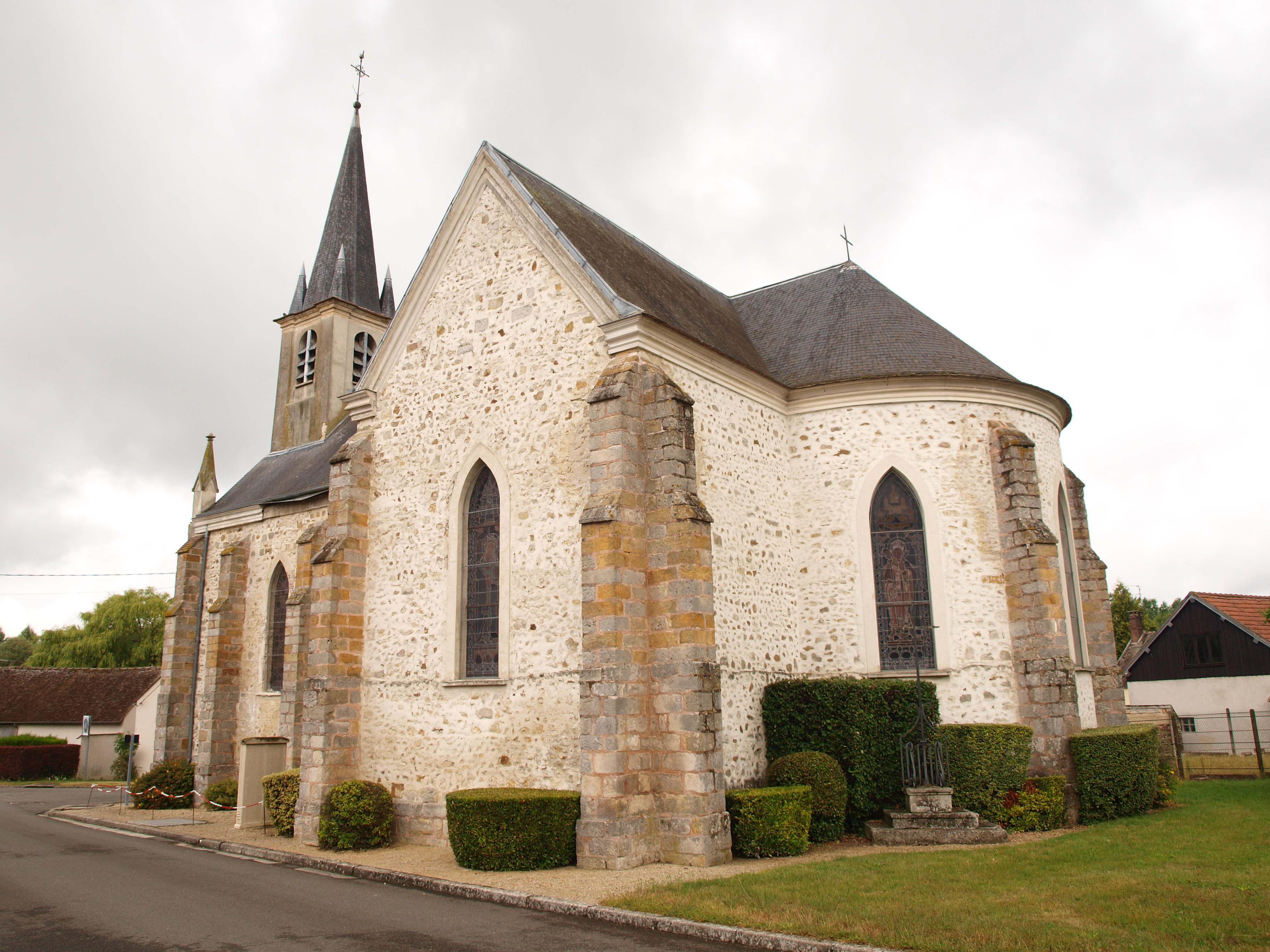
Kirche Saint-Loup-Saint-Pregts

- Kirche St-Médard, erbaut 1853